# L'Étrange Incident
Pour plus de détails, voir Fiche technique et Distribution.
L'Étrange Incident (Titre original : The Ox-Bow Incident), ou L'Aube fatale en Belgique, est un film américain réalisé par William Wellman sorti en 1943.

## Synopsis
Dans les années 1880, dans un village du Nevada, se répand la nouvelle du meurtre de Kincaid, éleveur de bétail. En l'absence du Shérif, quelques personnalités influentes ainsi que l'Adjoint forment rapidement une milice afin de retrouver les coupables. La poursuite, menée par le major Tetley, aboutit à l'arrestation de trois hommes qui sont en possession de bétail portant la marque de l'éleveur. Arrêtés en pleine nuit à bonne distance du village, au lieu-dit "Ox-Bow", ils seront pendus à l'aube.
Leur chef, Donald Martin, se défend et prétend avoir acheté les bêtes. Mais ne peut produire aucun reçu prouvant ses dires. Un des habitants de la ville, Arthur Davies, essaie de faire entendre la voix de la raison et demande à la foule d'attendre le retour du shérif pour leur donner un procès équitable. Soutenu par un employé de ferme Gil Carter, qui depuis le début de l'affaire a tenté de freiner les ardeurs et a participé à la poursuite en espérant éviter une erreur judiciaire, Davies parvient à provoquer un vote. Seule une minorité du groupe (7 personnes) étant d'avis d'attendre l'officier de justice pour organiser le procès, les accusés sont exécutés.
En rentrant au village, la troupe rencontre le shérif qui leur apprend que l'éleveur n'a pas été tué ni volé. Qu'il est encore en vie. Le film s'achève sur un marasme général. Gil Carter et son camarade, qui avaient voté contre l'exécution, quittent le village pour porter secours à la famille de Donald Martin.

## Fiche technique
- Titre : L'Étrange Incident
- Titre original : The Ox-Bow Incident
- Réalisation : William A. Wellman, assisté de James Tinling (non crédité)
- Scénario : Lamar Trotti, d'après le roman de Walter Van Tilburg Clark
- Photographie : Arthur C. Miller
- Décors : Richard Day, James Basevi
- Costumes : Earl Luick
- Musique : Cyril J. Mockridge
- Montage : Allen McNeil
- Production exécutive : William Goetz
- Société de production : Twentieth Century Fox
- Pays de production :  États-Unis
- Genre : western
- Durée : 75 minutes
- Date de sortie :
  - États-Unis : 21 mai 1943

## Distribution
- Henry Fonda : Gil Carter
- Dana Andrews : Martin
- Mary Beth Hughes : Rose Mapen
- Anthony Quinn : le Mexicain
- William Eythe : Gerald
- Harry Morgan (crédité Henry Morgan) : Art Crofts
- Jane Darwell : Ma Grier
- Matt Briggs : le juge Daniel Tyler
- Harry Davenport : Arthur Davies
- Frank Conroy : Major Tetley
- Marc Lawrence : Jeff Farnley
- Paul Hurst : Monty Smith
- Victor Kilian : Darby
- Chris-Pin Martin : Poncho
- Francis Ford : Halva Harvey
- Willard Robertson : le shérif

Acteurs non crédités
- Paul E. Burns : Winder
- Tom London : un shérif-adjoint
- George Meeker : M. Swanson
- Almira Sessions : Mlle Swanson
- Leigh Whipper : Sparks

## Thème
Le thème est proche de celui d'autres films américains : antérieurs, comme Furie (1936) de Fritz Lang, qui décrit une vindicte collective de nature hystérique, et La ville gronde de Mervyn LeRoy (1937), ou postérieurs comme Douze hommes en colère (12 Angry Men, 1957) de Sidney Lumet dans lequel le membre d'un jury, d'abord seul contre les onze autres, arrive à convaincre les autres jurés de ne pas condamner l'accusé, les preuves de sa culpabilité n'étant pas suffisamment étayées. Si les films diffèrent, le message demeure le même : toutes les réalisations citées militent en faveur de la présomption d'innocence, ainsi que de l'immoralité et du danger à se faire justice soi-même.

## Production
Darryl F. Zanuck, vice-président chargé de la production à la Fox, insista pour que Wellman ait carte blanche. : « Ça ne fera jamais d'argent. Ce peut être un grand film de prestige, et c'est pour cela que je vous le laisse faire », dit-il.

### Scénario
Lamar Trotti, scénariste du film, avait déjà abordé le thème du lynchage dans une des séquences de Judge Priest (1934) de John Ford. Or, celle-ci fut censurée par les studios de la Twentieth Century Fox, productrice de L'Étrange Incident. Quelques années plus tard, Lamar Trotti et John Ford réutilisèrent la scène dans Young Mr. Lincoln (1939).

### Distinctions
Le film a été nommé aux Oscars de 1943 pour l'oscar du meilleur film, mais ne fut pas récompensé.

### Musique
C'est le thème musical du film Les Raisins de la colère, de John Ford (1940) qui ressert pour l'Étrange Incident. Il s'agit de Red River Valley.

### Remake
Un remake du film pour la télévision a été tourné en 1955 par Gerd Oswald.